# Egedal
El municipio de Egedal (en danés, Egedal Kommune) es un municipio danés del norte de la isla de Selandia que pertenece a la Región de la Capital. Su capital y mayor localidad es Ølstykke-Stenløse.
El municipio fue creado el 1 de enero de 2007 integrando los antiguos municipios de Ledøje-Smørum, Ølstykke y Stenløse.
Egedal colinda al norte con Frederikssund y Allerød, al este con Furesø y Ballerup, al sur con Albertslund y Høje-Taastrup, y al oeste con Roskilde.

## Localidades
En 2013, el municipio tiene una población total de 42.018 habitantes y contiene 10 localidades urbanas (byer, localidades con más de 200 habitantes), donde residen 39.067 habitantes. Otras 2.915 personas viven en áreas rurales y 36 no tienen residencia fija.
| Localidades más pobladas de Egedal |                   |                  |
| N.º                                | Localidad         | Población (2013) |
| 1                                  | Ølstykke-Stenløse | 21.360           |
| 2                                  | Smørumnedre       | 9.507            |
| 3                                  | Ganløse           | 2.920            |
| 4                                  | Veksø             | 1.884            |
| 5                                  | Slagslunde        | 938              |
| 6                                  | Ledøje            | 801              |
| 7                                  | Tangbjerg         | 610              |
| 8                                  | Buresø            | 524              |
| 9                                  | Søsum             | 313              |
| 10                                 | Smørumovre        | 210              |

## Alcaldes
| Nombre                 | Partido       | Periodo                                      |
| ---------------------- | ------------- | -------------------------------------------- |
| Svend Kjærgaard Jensen | Egedal-Listen | 1 de enero de 2007 - 31 de diciembre de 2009 |
| Willy Eliasen          | Venstre       | 1 de enero de 2010 -                         |

## Ciudades hermanadas
Egedal Kommune está hermanada con:
- Dassel (Baja Sajonia)